# Gödöllői repülőtér
A Gödöllői repülőtér Gödöllő város és a Gödöllői-dombság között fekvő beépítetlen területen elhelyezkedő füvespályás, nem nyilvános sportrepülőtér. A Kincstári Vagyoni Igazgatóságtól (ma: Magyar Nemzeti Vagyonkezelő) 2004 decemberében került Gödöllő Város Önkormányzatának tulajdonába, üzemeltetéséről sokáig a helyi Sky Escort Hungary Aero Club nevű repülőklub gondoskodott. A város döntésének értelmében az üzemeltetési feladatot 2007-től a VÜSZI Városüzemeltető és Szolgáltató Kft. végezte, majd ez a feladatkör 2013 nyarán ismét visszakerült a Sky Escort Aero Club-hoz.
A repülőtérrel kapcsolatban a város vezetése 2008-ban egy fejlesztési tervet készíttetett. A terv alapján a tulajdonos a repülőtér olyan nyilvános sport- és üzleti célú repülőtérré történő fejlesztését tűzte ki célul, amely alkalmas az 5,7 tonna alatti repülőgépek, illetve a 10-20 személyes, könnyű üzleti motoros repülőgépek kiszolgálására. A tervben szereplő célok eléréséhez közel 3,5 milliárd forintra lenne szükség, ezért az önkormányzat közbeszerzési eljárás keretében keresett befektetőt. A repülőtér fejlesztésére a korábbi években kiírt pályázatok eddig eredménytelenül zárultak.

## Adatok
- Pálya: 1000 m füves felületű
- Kategória: nem nyilvános kisgépes sportrepülőtér
- A pályák irányai: 13 / 31 és 04 / 22 – délkelet–északnyugati, ami egyezik a Budapest Liszt Ferenc nemzetközi repülőtér pályairányaival és megfelel a térségben általánosan uralkodó széliránynak.
- A 04 / 22-es pálya csak 300 m hosszúságú.
- Üzemelési korlátozás: A repülőtér adottságai csak a nappali (természetes fényviszonyok közötti) VFR repülést teszik lehetővé a mindenkori napkeltétől (de nem korábban, mint a helyi idő szerinti 06:00 óra) napnyugtáig terjedő időszakban.
- ICAO kód: LHGD
- Az időszakos információs szolgálat frekvenciája: 119,060 MHz

A pályán, illetve a munkaterületen elhelyezett szegélyjelek és a „küszöböknél” elhelyezett fehér – a levegőből jól látható – passzív jelzéseken kívül más jelzőrendszer nincs telepítve. A repülőforgalom a kiképző, oktató és egyéb magánjellegű sportrepülési feladatokból tevődik össze.
A repülőteret repülőszakmai tekintetben a Sky Escort Hungary Aero Club üzemelteti. A repülőtér igazgatója, a repülőtevékenységekért felelős vezető Both Lajos repülőoktató, főpilóta. Az egyéb objektumfenntartási, karbantartási feladatokat szintén a repülőklub látja el.